# Kasolita
La kasolita es un silicato hidratado de uranilo y plomo. Se descubrió en la mina de Kasolo (o de Shinkolobwe), en Shinkolobwe, distrito de Alto Katanga, República Democrática del Congo, que consecuentemente es su localidad tipo, El nombre del mineral deriva del nombre de la mina.

## Propiedades físicas y químicas
La kasolita es el único silicato de uranilo y plomo conocido hasta el momento. Al contener uranio, es un mineral radiactivo. Se encuentra como cristales de morfología sencilla, tabulares aplanados según {001}, que es un plano de exfoliación perfecta. Es de color amarillo más o menos anaranjado o marronáceo, a veces amarillo limón y raramente amarillo verdoso o verde amarillento, con brillo graso o subadamantino. El color depende de la presencia de pequeñas cantidades de hierro. Se encuentra también como masas terrosas.

## Yacimientos
La kasolita es un mineral secundario de los yacimientos de uranio, producido generalmente por alteración de la uraninita, y aparece asociado a otros minerales secundarios. Es relativamente frecuente, ya que se conoce en alrededor de 200 localidades. Los mejores ejemplares, con cristales muy bien definidos, son probablemente los encontrados en la mina de Musonoi, en Kolwezi, Lualaba, República Democrática del Congo. En España se ha encontrado en la mina San Rafael, en Cardeña (Córdoba), como microcristales.